# Wagon Mound
Wagon Mound es una villa ubicada en el condado de Mora en el estado estadounidense de Nuevo México. En el Censo de 2010 tenía una población de 314 habitantes y una densidad poblacional de 118,05 personas por km².

## Toponimia
Lleva su nombre por ubicarse a los pies de una montículo llamado en inglés  Wagon Mound con la acepción en español de Monte Carromato, y que fue un punto de referencia para los trenes de wagons o carromatos cubiertos y los comerciantes que trajinaban por el Camino de Santa Fe y ahora es el Monumento Histórico Nacional de Wagon Mound. Anteriormente era un rancho aislado que albergaba a cuatro familias que servían como comerciantes locales. Se dice que la forma del montículo se parece a un wagon de Conestoga.

## Geografía
Wagon Mound se encuentra ubicada en las coordenadas 36°0′17″N 104°42′33″O / 36.00472, -104.70917. Según la Oficina del Censo de los Estados Unidos, Wagon Mound tiene una superficie total de 2.66 km², de la cual 2.66 km² corresponden a tierra firme y (0%) 0 km² es agua.

## Demografía
Según el censo de 2010, había 314 personas residiendo en Wagon Mound. La densidad de población era de 118,05 hab./km². De los 314 habitantes, Wagon Mound estaba compuesto por el 77.71% blancos, el 0.64% eran afroamericanos, el 2.23% eran amerindios, el 0% eran asiáticos, el 0% eran isleños del Pacífico, el 16.56% eran de otras razas y el 2.87% pertenecían a dos o más razas. Del total de la población el 84.39% eran hispanos o latinos de cualquier raza.